# موسیان (فلاورجان)
روستای موسیان از توابع دهستان ابریشم بخش مرکزی شهرستان فلاورجان استان اصفهان است.دارای اراضی ارزشمند کشاورزی بوده ویکی از بهترین خاک های ایران را دارا میباشد دارای ساحل حدودا ۴کیلومتری در کنار رودخانه زاینده رود میباشد که به دلیل خشک شدن رودخانه بیشه زارهایی که مملو از درخت بودند ازمیان رفته اند

## جمعیت
طبق سرشماری رسمی سال ۱۳۸۵ جمعیت آن ۱۴۷۸نفر می باشد.